# فیل‌آباد
فیل‌آباد شهری از توابع شهرستان فارسان در استان چهارمحال و بختیاری است. فیل‌آباد در ۹ اسفند ۱۳۹۷ با مصوبهٔ هیئت دولت به شهر تبدیل شد.

## مردم
مردم از ایل بختیاری هستند و به زبان لری [[گویش بختیاری]] سخن می گویند.

## جمعیت
این شهر در دهستان سراب پایین قرار دارد و جمعیت آن در سرشماری سال ۱۳۹۵ حدود ۴۶۵۶ نفر بود.